# HD 130529
HD 130529，又名CD-2311916，SAO 182898、HR 5521，是一颗恒星，视星等为5.68，位于銀經334.59，銀緯31.28，其B1900.0坐标为赤經14h 43m 31.9s，赤緯-23° 31.28′ 6″。